# HMS Fame (1934)
HMS Fame, później Generalissimo i Sanchez – brytyjski niszczyciel z okresu II wojny światowej, typu F, służący po wojnie w marynarce Dominikany. W brytyjskiej służbie nosił numer burtowy H78, a później D-102. Wodowany w 1934 roku, wszedł do służby w Royal Navy w 1935 roku. Podczas wojny służył w kampanii norweskiej. W październiku 1940 roku został uszkodzony, powracając do służby we wrześniu 1942 roku. Służył następnie jako niszczyciel eskortowy na Atlantyku do końca wojny, biorąc udział w zatopieniu trzech okrętów podwodnych. W 1949 roku został sprzedany Dominikanie, gdzie służył do 1968 roku pod nazwami „Generalissimo”, następnie „Sanchez” (D-102).

## Budowa
HMS „Fame” został zbudowany w ramach programu z 1932 roku jako jeden z niszczycieli typu F (serii F typu E/F), należącego do długiej linii rozwojowej podobnych do siebie brytyjskich niszczycieli z okresu międzywojennego, określanych mianem grupy typów A – I. Kontrakt na budowę „Fame” i bliźniaczego „Firedrake” podpisano 17 marca 1933 roku z przedsiębiorstwem przemysłu okrętowego Parsons Marine Steam Turbine Co, które nie posiadało wprawdzie własnej stoczni, lecz budowę kadłuba podzleciło stoczni Vickers-Armstrongs w Tyne.
Stępkę pod budowę obu niszczycieli położono 5 lipca 1933 roku, a wodowano je 28 czerwca 1934 roku. „Fame” ukończono 26 kwietnia 1935 roku. Był 13. okrętem Royal Navy noszącym nazwę „Fame”. Cena kontraktowa niszczyciela bez uzbrojenia i wyposażenia dostarczanego przez marynarkę wyniosła 244 216 funtów, w tym koszt siłowni 131 744 funtów. Otrzymał numer burtowy (pennant number) H78.

## Opis konstrukcji

### Skrócony opis ogólny
„Fame” odpowiadał konstrukcją niszczycielom typu E/F. Miał charakterystyczną dla niszczycieli z okresu przed II wojną światową konstrukcję kadłuba, z podniesionym pokładem dziobowym z uskokiem na wysokości masztu przedniego, dwoma kominami i pojedynczymi działami artylerii głównej umieszczonymi w superpozycji na dziobie i rufie.
Wyporność standardowa okrętów typu F wynosiła 1405 ton angielskich (ts), a pełna 1901 ts. Po modyfikacjach w 1944 roku wyporność pełna „Fame” sięgnęła 2059 ts. Okręty miały długość całkowitą 100,3 m, szerokość 10,1 m oraz zanurzenie 3,5–3,8 m. Napęd stanowiły dwie turbiny parowe produkcji Parsonsa z przekładniami o łącznej mocy 36 000 shp, pozwalającej na osiąganie prędkości projektowej 36 węzłów. Faktycznie prędkość wahała się od 31,5 do 35,5 węzła, w zależności od obciążenia. Parę do turbin dostarczały trzy trójwalczakowe kotły typu Admiralicji. Spaliny były odprowadzane przez dwa kominy. Zasięg wynosił 6350 mil morskich przy prędkości ekonomicznej 15 węzłów, a zapas paliwa wynosił 470 ton.
Etatowa załoga niszczyciela po wejściu do służby wynosiła 145 oficerów i marynarzy.

### Uzbrojenie i wyposażenie
Główne uzbrojenie artyleryjskie okrętu stanowiły cztery działa kalibru 120 mm QF 4,7 inch Mk IX* o długości lufy L/45 (45 kalibrów). Działa montowane były na pojedynczych podstawach CP XVII, umożliwiających podniesienie w zakresie kątów od -10° do +40°. Rozmieszczone były po dwa na dziobie i rufie, w superpozycji i wyposażone w maski ochronne. Strzelały pociskami o masie 22,68 kg na maksymalną odległość 15,5 km.
Do obrony przeciwlotniczej służyły dwa poczwórnie sprzężone wielkokalibrowe karabiny maszynowe Vickers kalibru 12,7 mm na podstawach Mk I. Uzupełniały je cztery lekkie karabiny maszynowe Lewis kalibru 7,7 mm i jeden Vickers kalibru 7,7 mm.
W zakresie broni podwodnej niszczyciel posiadał dwie poczwórne wyrzutnie torpedowe QR.VI* kalibru 533 mm. Do zwalczania okrętów podwodnych służyły dwa miotacze i jedna zrzutnia bomb głębinowych na rufie, z zapasem 20 bomb.
Wyposażenie obserwacji technicznej początkowo stanowiła jedynie stacja hydrolokacyjna Asdic. Do kierowania ogniem służył dalocelownik DCT Mk I i 3-metrowy dalmierz MS.20. „Fame” był jednym z czterech okrętów typu F wyposażonych w aparaturę do stawiania zasłony dymnej.

### Modyfikacje uzbrojenia i wyposażenia
Latem 1940 roku, podobnie jak na innych brytyjskich niszczycielach, zamieniono drugi poczwórny aparat torpedowy na działo przeciwlotnicze kalibru 76 mm, pozostawiając tylko cztery wyrzutnie torped, a także zamontowano radionamiernik MF/DF na nadbudówce dziobowej.
W 1941 roku przebudowano okręt na niszczyciel eskortowy, demontując dwa skrajne działa artylerii głównej (ze stanowisk „A” i „Y”) i montując zamiast działa dziobowego wyrzutnię rakietowych bomb głębinowych Hedgehog Mk I, a na rufie cztery miotacze i dwie zrzutnie z zapasem 50–70 bomb głębinowych. W zakresie uzbrojenia przeciwlotniczego dodano cztery pojedyncze działka automatyczne 20 mm Oerlikon po bokach platformy reflektora na rufie i na skrzydłach mostka. Zamontowano też radar dozoru ogólnego typu 286 na maszcie oraz radar dozoru nawodnego typu 271 na nadbudówce dziobowej zamiast dalocelownika i radionamiernik HF/DF na krótkim maszcie na nadbudówce rufowej. W 1942 roku radar dozoru ogólnego na maszcie zamieniono na typ 291.
W 1943 roku z powrotem zamontowano trzecie działo 120 mm na dziobie (na stanowisku „A”), a wyrzutnię Hedgehog zamieniono na Mk II, z wyrzutniami po bokach działa. Zdemontowano też wówczas działo przeciwlotnicze 76 mm, a dwa poczwórne wkm-y na śródokręciu wymieniono na pojedyncze działka 20 mm Oerlikon. Dodano poza tym 20 ton balastu.

## Służba

### Przed wybuchem II wojny światowej
Po wejściu do służby, „Fame” został wcielony do 6. Flotylli Niszczycieli (6th Destroyer Flotilla) Home Fleet. 23 sierpnia 1935 roku powrócił na miesiąc do stoczni Marynarki w Devonport w celu modyfikacji wind amunicyjnych. Okręt został następnie przeniesiony na Morze Śródziemne w związku z wojną włosko-abisyńską, powracając na wody ojczyste w lipcu 1936 roku. Po remoncie w Devonport, trwającym do 10 listopada 1936 roku, „Fame” został skierowany w celu patrolowania do stycznia 1937 roku wybrzeży ogarniętej wojną domową Hiszpanii, zgodnie z polityką nieinterwencji. W dniach 12–18 lipca 1937 roku złożył wizytę w Aarhus w Danii. Ponownie patrolował w Zatoce Biskajskiej między sierpniem a wrześniem 1937 roku, po czym w październiku operował z Gibraltaru i Oranu. Służył dalej na wodach ojczystych w 6. Flotylli Niszczycieli, przemianowanej na 8. Flotyllę w kwietniu 1939 roku.

### Początek II wojny światowej: 1939–1940
W początkowym okresie wojny „Fame” pełnił służbę patrolową i eskortową w składzie 8. Flotylli, bazując w Scapa Flow. 4 stycznia 1940 roku eskortował z Loch Ewe do Portsmouth pancernik „Nelson”, który został wówczas uszkodzony na minie. Od marca do 10 kwietnia niszczyciel był remontowany w Grimsby, po czym został wysłany na wody Norwegii. 13 kwietnia został lekko uszkodzony ogniem baterii lądowych pod Narwikiem, lecz kontynuował tam służbę. Podczas bitwy o Narwik, 12 maja wspierał lądowanie francuskich żołnierzy pod Bjerkvikiem (wraz z HMS „Havelock”), a 21 maja w Lillebergu koło Narwiku (wraz z HMS „Cairo” i „Milanem”). 27 maja osłaniał forsowanie Rombaksfjordu, a 30 maja wraz z bliźniaczym HMS „Firedrake” ewakuował żołnierzy brytyjskich z Bodø. Na początku czerwca eskortował konwoje ewakuacyjne z Norwegii.
Podczas poszukiwań zatopionego okrętu podwodnego HMS „Shark” na Morzu Północnym 6 lipca 1940 roku był atakowany przez lotnictwo i uszkodzony odłamkami, po czym trafił do remontu w Leith i Rosyth, ukończonego 11 października. 16 października „Fame” z pięcioma niszczycielami został wysłany z zadaniem zabezpieczenia przejścia z ujścia Tyne do Rosyth nowo zbudowanego pancernika HMS „King George V”, płynąc z dużą prędkością w celu zdetonowania ewentualnych min magnetycznych. Podczas tej operacji o 4:59 rano 17 października „Fame” wszedł na mieliznę przy Whitburn koło Sunderlandu, po czym uderzył go od rufy niszczyciel „Ashanti”, który również wszedł na mieliznę po jego lewej burcie. Na „Fame” doszło do pożaru, który udało się ugasić z pomocą straży z brzegu. W celu zdjęcia z mielizny okręt musiał zostać odciążony, co udało się dopiero 1 grudnia. Został on odholowany i prowizorycznie naprawiony w Sunderlandzie, po czym skierowany do remontu w Chatham połączonego z konwersją na niszczyciel eskortowy. Remont ten trwał od lutego 1941 roku aż do września 1942 roku.

### Atlantyk 1942–1945 – służba eskortowa
Po remoncie „Fame” został we wrześniu 1942 roku włączony do 6. Brytyjskiej Grupy Eskortowej (B6) Dowództwa Podejść Zachodnich (Western Approaches Command) w celu służby eskortowej na Atlantyku. 11 października wyszedł w eskorcie konwoju SC-104, atakowanego przez U-Booty grupy Wotan. 16 października wykrył i zmusił do wynurzenia bombami głębinowymi okręt podwodny U-353, po czym go zatopił, taranując. Uszkodzenia odniesione przy tym spowodowały jednak konieczność remontu w Rosyth, trwającego do grudnia. W grudniu eskortował jeszcze konwoje HX-127, ONS-155 i ONS-154, walcząc z okrętami podwodnymi.
W styczniu 1943 roku „Fame” eskortował tylko konwój SC-116 od 12 do 27 stycznia. 17 lutego, będąc w eskorcie konwoju ONS-165, zatopił koło Nowej Fundlandii okręt podwodny U-69 z całą załogą. Do końca roku „Fame” eskortował jeszcze przynajmniej 11 konwojów atlantyckich, a do 21 kwietnia 1944 roku jeszcze sześć. W kwietniu został przeniesiony do 14. Grupy Eskortowej bazującej w Plymouth. Od 4 czerwca patrolował na południowo-zachodnich podejściach do kanału La Manche w celu osłony przed okrętami podwodnymi sił lądujących w Normandii. 18 czerwca brał udział w zatopieniu U-767 kolo Guernsey; był przy tym ostrzelany z brzegu. Od lipca do końca wojny w Europie kontynuował służbę eskortową u zachodnich wybrzeży Szkocji w składzie 14. Grupy.
W toku służby „Fame” uzyskał trzy wyróżnienia bitewne (battle honours): Norwegia 1940, Atlantyk 1942–1944 i Normandia 1944.

### Po wojnie
W maju 1945 roku „Fame” został skierowany do remontu w Leith, trwającego do sierpnia, po czym został przydzielony do Sił Eskortowych Rosyth, a w październiku 1945 roku do Flotylli Szkolnej (Training Flotilla) w Londonderry. Od listopada był okrętem starszego oficera 3. Flotylli w Londonderry, a od października 1946 roku w Portlandzie. W maju 1947 roku został wycofany do rezerwy w Portsmouth. 20 stycznia 1948 roku został zaklasyfikowany do kategorii C. W czerwcu 1948 roku został przywrócony z rezerwy i skierowany do remontu.

### Służba w Dominikanie
W 1948 roku okręt został wraz z podobnym HMS „Hotspur” sprzedany Dominikanie i przemianowany na „Generalissimo”. Cena za oba okręty wynosiła 190 000 funtów plus po 40 000 funtów za każdy za remont, a także 39 000 funtów za zapasy amunicji i 28 000 funtów za inne zapasy. Otrzymał numer burtowy D-102. Do transferu „Fame” doszło 4 lutego 1949 roku. Po wygnaniu prezydenta Héctora Trujillo, w 1962 roku okręt przemianowano na „Sanchez”. Został wycofany w 1968 roku.
Uzbrojenie w służbie dominikańskiej składało się nadal z trzech dział kalibru 120 mm, sześciu działek 20 mm, czterech wyrzutni torped 533 mm i czterech miotaczy bomb głębinowych.